# 1798 год в науке
В 1798 году были различные научные и технологические события, некоторые из которых представлены ниже.

## События
- Октябрь 1798 — январь 1799 — Экспедиция Мэтью Флиндерса и Джорджа Басса, открытие ею Бассова пролива, первое подробное описание аборигенов Тасмании.
- 18 декабря создано Санкт-Петербургское медико-хирургическое училище — первое высшее медицинское учреждение России для подготовки классных чинов военного ведомства[1].
- Луисвиллский университет — один из старейших университетов США.

## Публикации
- Английский физик Генри Кавендиш опубликовал результаты своих опытов, которые, помимо прочего, с большой точностью подтвердили закон всемирного тяготения[2].
- Вышел в свет «Опыт теории чисел», главный труд Лежандра — итог арифметических достижений XVIII века. Книга выдержала три переиздания ещё при жизни Лежандра.

## Родились
- 17 января — Огюст Конт, французский философ и социолог, родоначальник позитивизма и основоположник социологии как самостоятельной науки (ум. 1857).
- 3 апреля — Уилкс, Чарльз, американский исследователь и учёный, адмирал ВМС США (ум. 1877)

## Скончались
- 4 декабря — Луиджи Гальвани, итальянский врач, анатом и физиолог, физик (род. 1737).
- 9 декабря — Иоганн Рейнгольд Форстер, немецкий учёный и путешественник английского происхождения (род. 1729).